# Lubaczów
Lubaczów [luˈbat͡ʂuf] (ukránul: Любачів – Ljubacsiv) 12 567 lakosú város Délkelet-Lengyelországban,  az ukrán határ közelében, 50 kilométerre északkeletre Przemyśltől.

## Története
Lubaczów nevét 1214-ben említették először Fehér Leszek fejedelem és II. András magyar király közötti szepesi szerződésben. 1376-ig nevét Lubacew vagy Ljubacew néven írták. A városi jog megszerzése után (1376) a név formája Lubaczowra változott. Lubaczow 1462-ig a lengyel hűbérbirtokosok, a mazóviai fejedelmek uralma alatt állt. Ebben az évben közvetlenül a Lengyel Királysághoz csatolták, az újonnan létrehozott Bełzi vajdaság részeként, ahol 1772-ig maradt. A lengyel–oszmán háború (1672–1676) során Lubaczow közelében zajlott a niemirowi csata (1672. október 7–8.).
1772-től 1918-ig Lubaczow az osztrák Galíciához tartozott, mivel a várost Lengyelország első felosztása után a Habsburg Birodalomhoz csatolták. Az osztrák hatóságok 1868-ban a megye székhelyét a közeli Cieszanówba helyezték át. 1880-ban Lubaczow vasúti összeköttetést kapott Jarosławval. 1896-ban kórházat építettek a városban, de három évvel később a város nagy része leégett egy nagy tűzvészben.
1918-ban Lengyelországot független államnak nyilvánították: Lubaczów a Második Lengyel Köztársaság Lwówi vajdaságának része lett

## Galéria

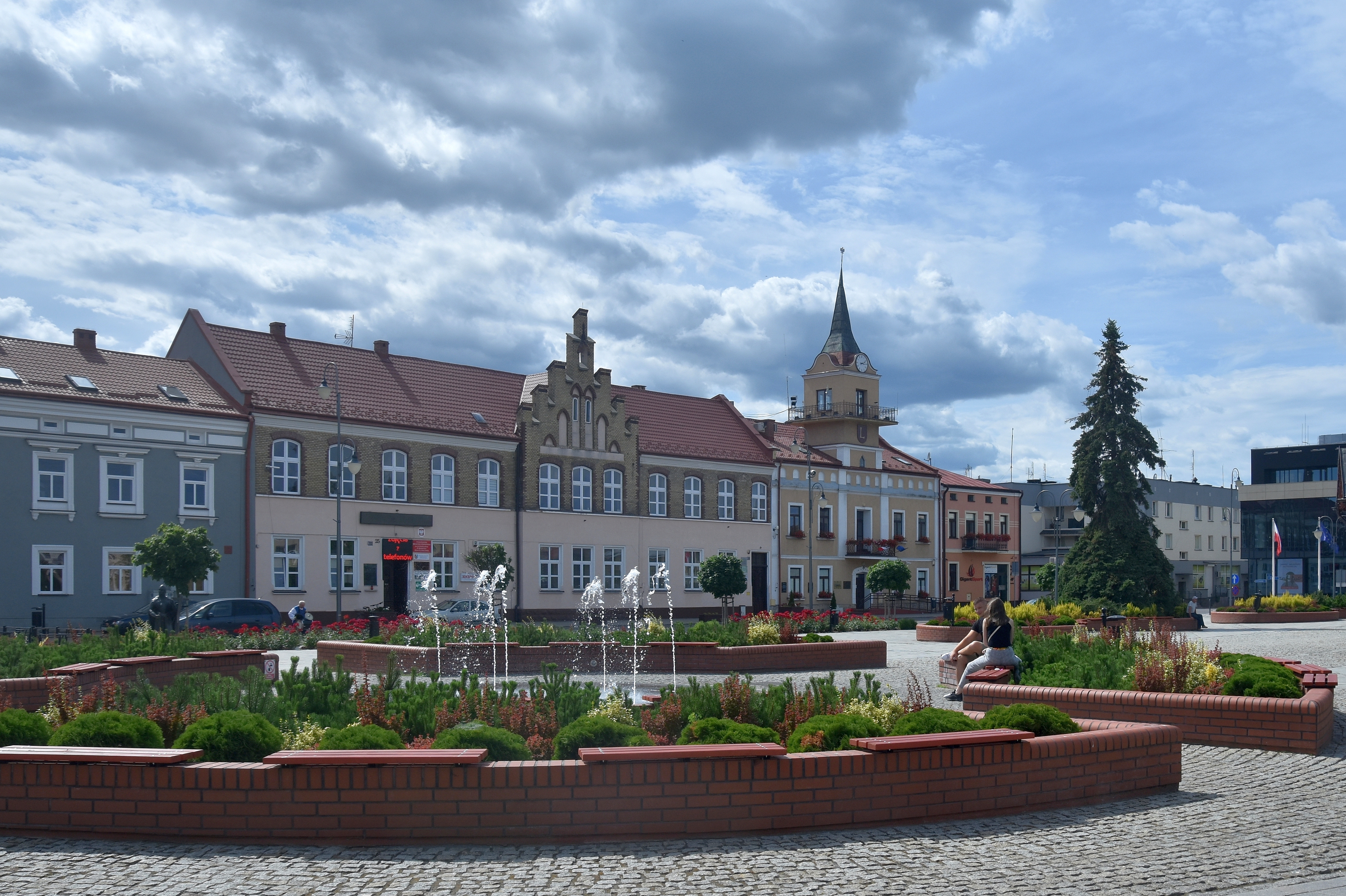
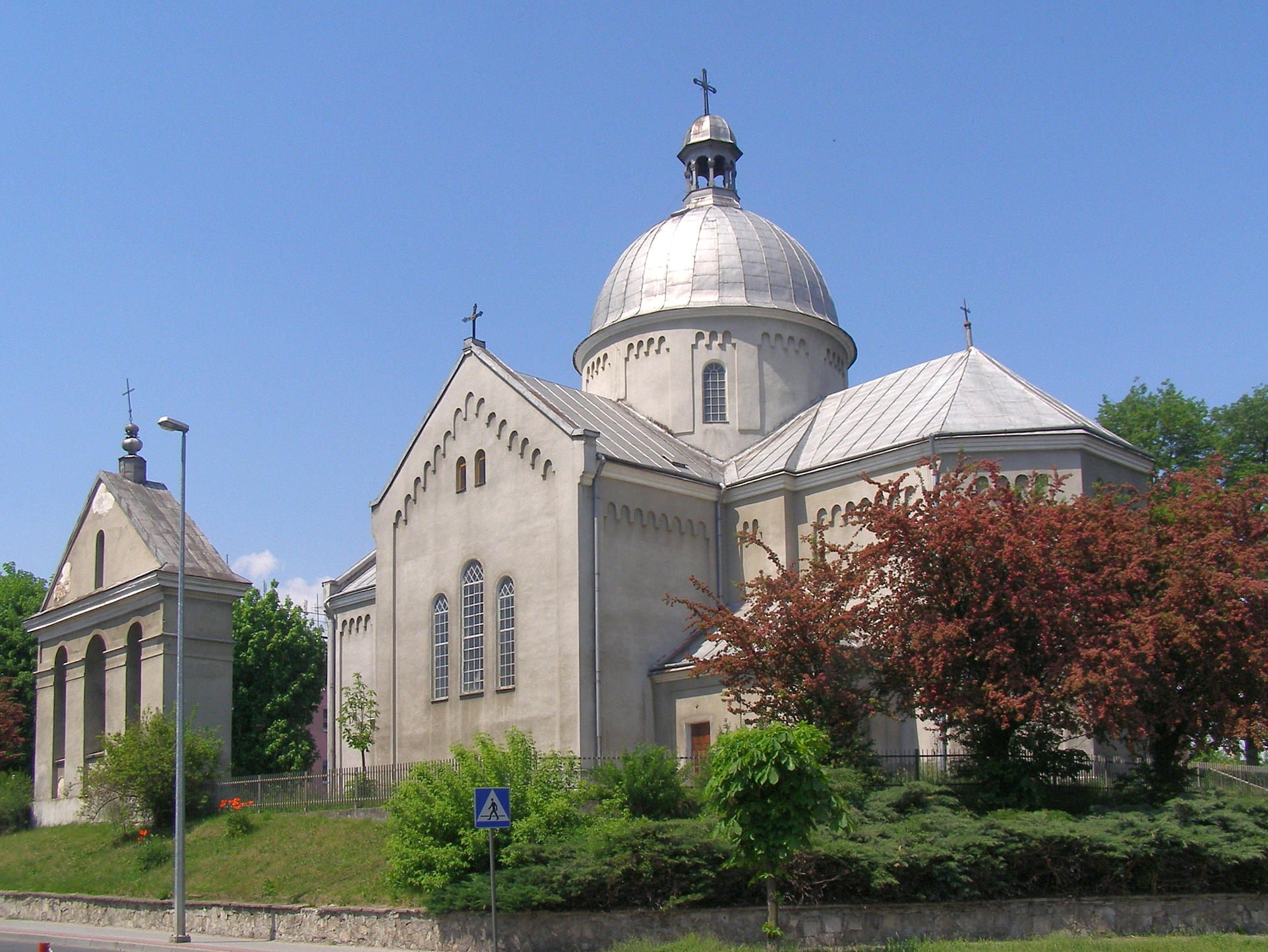
Szent Miklós templom
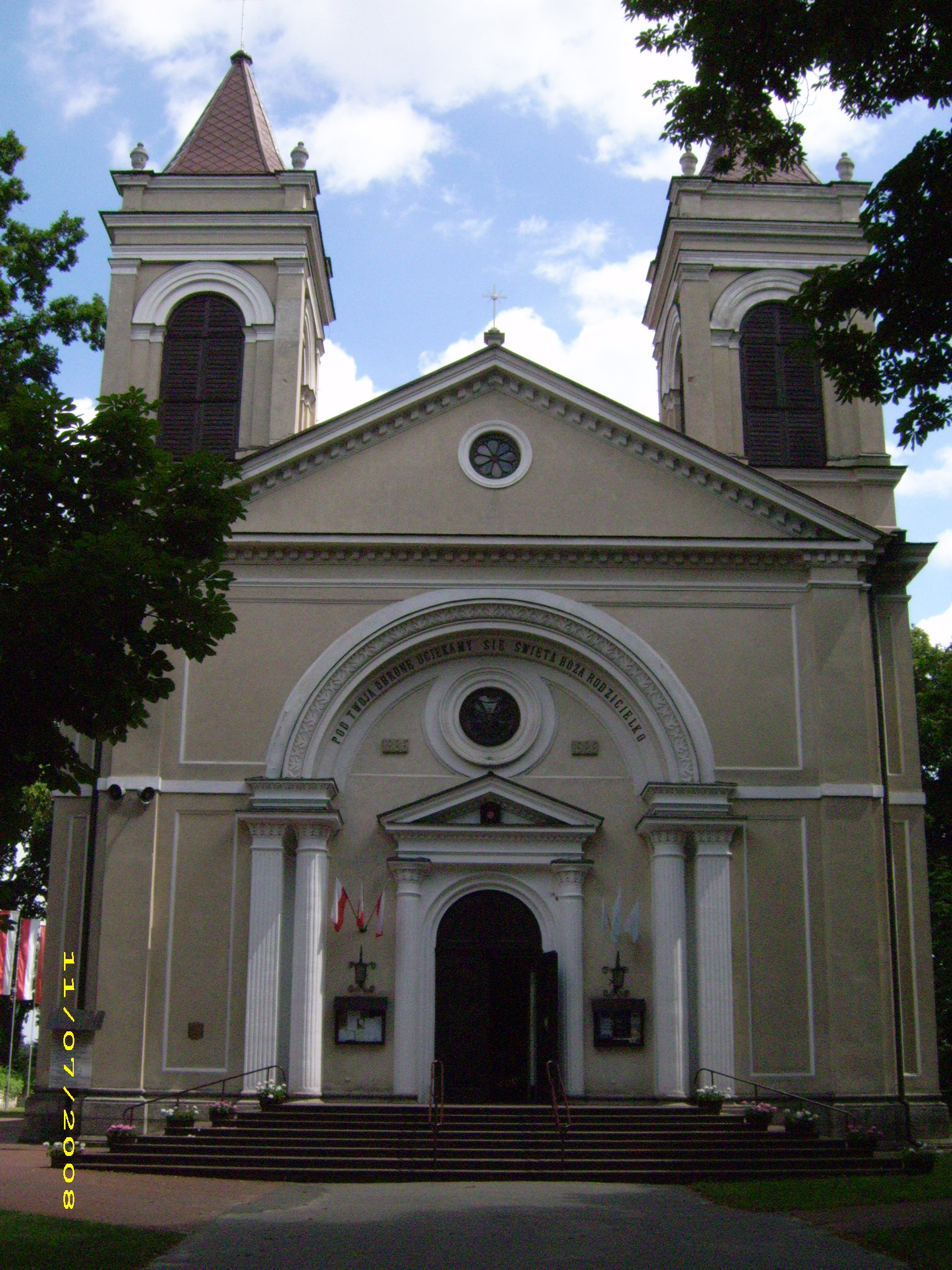
Római katolikus templom
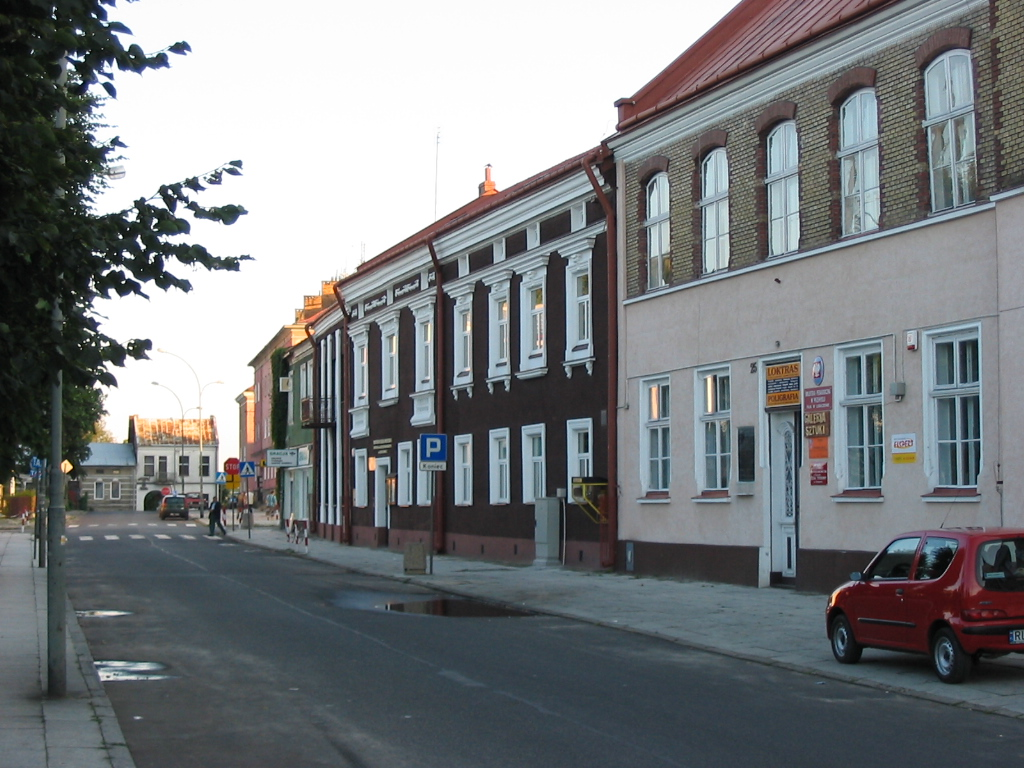
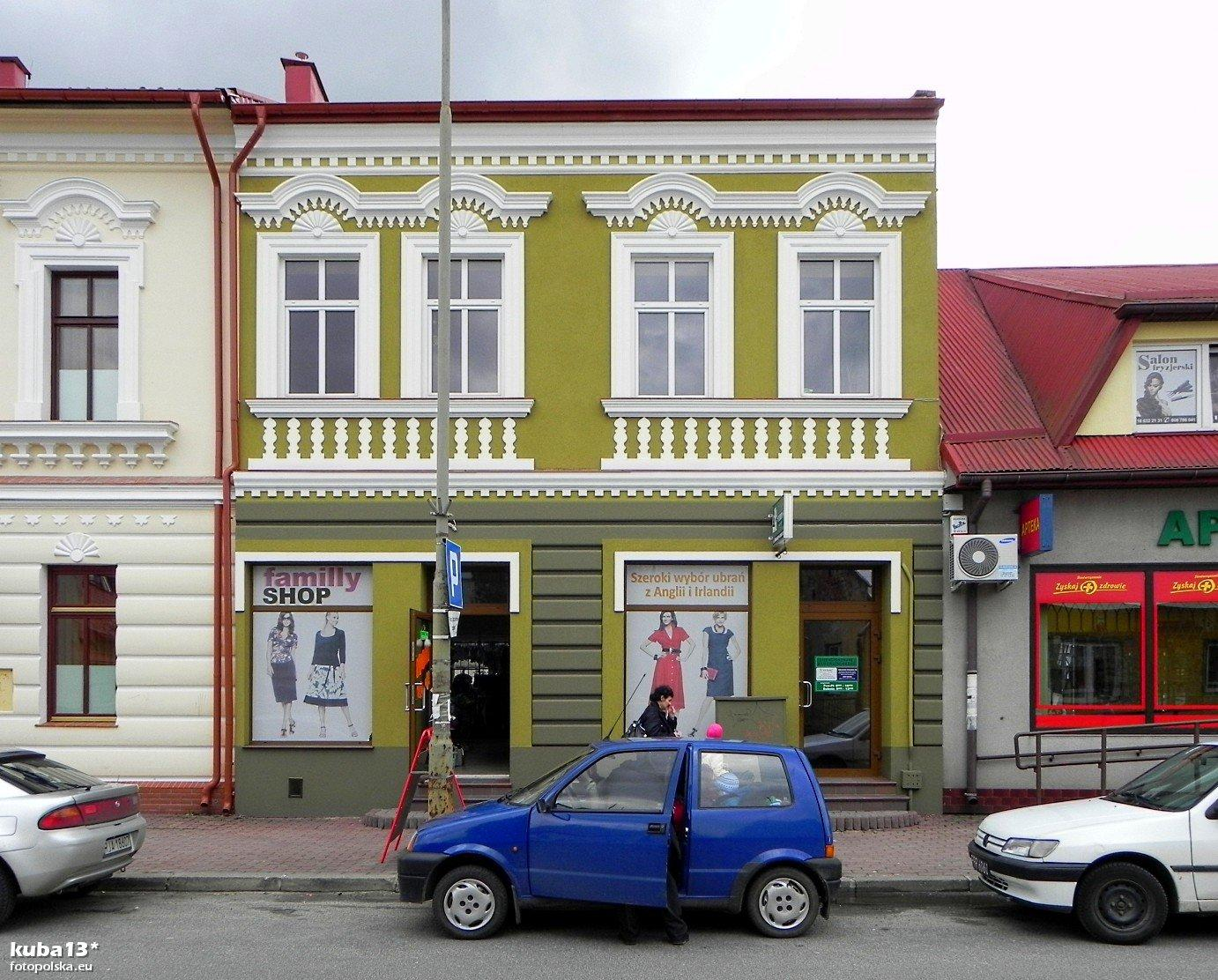

## Itt születtek, itt éltek
- Aleksander Bandrowski (1860–1913), énekes.
- Stanisław Dąbek (1892–1939), a lengyel hadsereg ezredese, aki 1939 szeptemberében a lengyel partvidék védelmét irányította.
- Stanisław Dębicki (1866–1924), festőművész.
- Robert Korzeniowski (szül. 1968), versenyfutó, olimpiai aranyérmes.
- Franciszek Misztal (1901–1981), mérnök, olyan repülőgépek társalkotója, mint a PZL.23 Karaś és a PZL.38 Wilk.
- Józefina Szałańska (szül. 1951), színésznő.
- Władysław Witwicki (1878–1948), pszichológus, filozófus, fordító és művész.